# جانشینی مادرزادی
جانشینی مادرزادی (انگلیسی: Matrilineal succession) شکلی از جانشینی پادشاهی موروثی یا ارث از نوع دیگر است که از طریق آن بستگان زن در یک خط مادرتباری ردیابی می‌شوند.